# Region Matam
Matam ist eine Region in Senegal. Hauptstadt ist die gleichnamige Stadt Matam. Matam liegt im Nordosten Senegals an der Grenze zu Mauretanien.

## Gliederung
Die Region Matam untergliedert sich in drei Départements:
- Ranérou-Ferlo
- Kanel
- Matam

Auf den nächsten Gliederungsebenen sind für 2013 fünf Arrondissements, 12 Kommunen (Communes), 14 Landgemeinden (Communautés rurales), 424 amtlich erfasste Dörfer (Villages) sowie 395 Weiler (hameaux) zu nennen.

## Klima
Die Region gilt (Stand 2023) als eine der heißesten Orte der Erde: Die Hitze und der mangelnde Niederschlag verschärfen den Wassermangel für die dort ansässigen Fulani-Nomaden.

## Orte in der Region
- Agnam-Goly
- Kanel
- Matam
- Ourossogui
- Ranérou